# Roberto Reyes Tarazona
Roberto Reyes Tarazona (Lima, 1947) es un escritor y crítico literario peruano de la generación del 68. Perteneció al Grupo Narración. En 1973 obtuvo el primer lugar del concurso nacional de cuentos "Arguedas".

## Biografía
Roberto Reyes Tarazona se desempeña como docente universitario y escritor. Formó parte del Grupo Narración. Es director de dos revistas Arquitextos, de la Facultad de Arquitectura, y Paideia XXI, de la Escuela de Posgrado de la Universidad Ricardo Palma, donde es profesor principal en la Facultad de Arquitectura y Urbanismo. Ha publicado los libros de cuentos Infierno a plazos (1978), En corral ajeno (1982), La torre y las aves y otros cuentos (2002), Composición en Sombras (2017) y Selección Natural (2010); las novelas Los verdes años del billar (1986) y El vuelo de la harpía (1998); entre otros libros.

## Obras
- Infierno a plazos. Lima: Lámpara de papel, 1978.
- En corral ajeno. Lima: Peisa, 1982.
- La torre y las aves y otros cuentos. Lima: Fondo de Cultura Económica, 2002.
- Composición en Sombras. Lima: Campo Letrado, 2017.[1]
- Selección Natural. Lima: Editorial San Marcos, 2010.
- Los verdes años del billar. Lima: Amaru Editores, 1986.
- El vuelo de la harpía. Lima: Editorial San Marcos, 1998.

## Antologías
- Nueva Crónica. Cuento social peruano 1950-1990. Lima: Colmillo Blanco, 1990.
- La caza del cuento. Lima: Universidad Ricardo Palma, 2004.
- La caza de la novela. Lima: Universidad Ricardo Palma, 2006.
- Juan Bosch: cuentos desde el Cibao y el exilio. Lima: Universidad Ricardo Palma, 2009.
- Veinte del veinte. Lima: Grupo Editorial Arteidea, 2009.
- Narradores peruanos de los ochenta. Mito violencia y desencanto. Lima: Universidad Ricardo Palma, 2012.

## Entrevistas
- Roberto Reyes Tarazona: “Quizá termine por dejar de ser cuentista y me dedique a cosas más extensas”. Lima: Trome, 2017.

## Distinciones
- Primer lugar del Concurso Nacional de Cuentos "Arguedas" (1979).
- Segundo lugar del Premio Copé, auspiciado por Petroperú (1985).